# Julius Walter (Theologe)

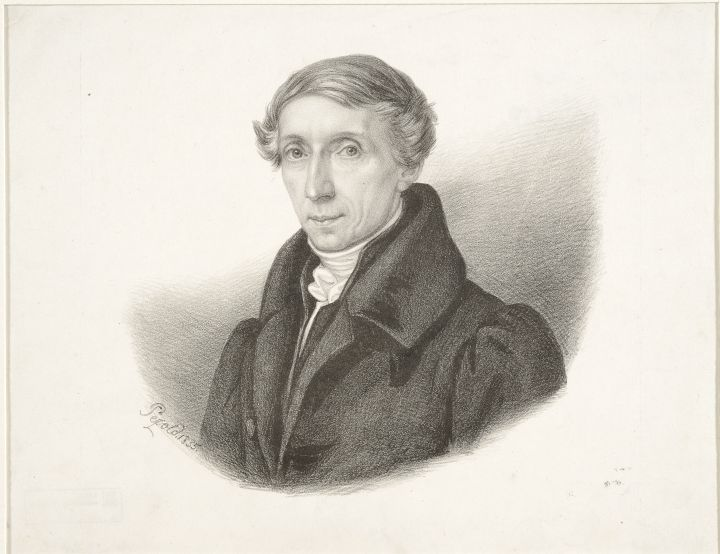
Julius Walter (Lithografie von August Georg Wilhelm Pezold, 1835)

Julius Piers Ernst Hermann Walter (* 4. Februarjul. / 15. Februar 1794greg. in Wolmar, Gouvernement Livland; † 2. Dezemberjul. / 14. Dezember 1834greg. in Dorpat, Gouvernement Livland) war ein deutsch-baltischer Theologe und Hochschullehrer.

## Leben

### Herkunft und Familie
Julius Hermann Walter wurde als Sohn des Kreisarztes Hermann Johann Walter und dessen Ehefrau Marie Elisabeth, geb. Walter, geboren.
Julius Walter war mit Emilie Büsch verheiratet. Das Paar hatte sechs Töchter und einen Sohn.

### Werdegang
Bis 1811 besuchte er das Gymnasium in Wolmar (Valmiera). Anschließend studierte er von 1811 bis 1817 Evangelische Theologie an der Kaiserlichen Universität Dorpat. 1814/15 besuchte er die Universität Göttingen und die Universität Jena. Er war Mitglied des Lützowschen Freikorps.
Er wurde in Jena 1814 noch Mitglied der Landsmannschaft Vandalia Jena, bevor diese sich mit den anderen Landsmannschaften in Jena am 12. Juni 1815 zugunsten der Urburschenschaft auflöste. und der er als einer ihrer Vorsteher angehörte.
Ab 1817 war Walter Pastor in Rodenpois (Ropaži), Allasch (Allaži) und Wangasch (Vangaži) in Livland. Von 1823 bis 1830 war er Pastor Primarius in Wolmar.
1830 wurde Walter ordentlicher Professor für Praktische Theologie an der deutschsprachigen Kaiserlichen Universität zu Dorpat. 1832 war er Dekan der Theologischen Fakultät. Seine Werke sind stark von Carl Daub und Georg Wilhelm Friedrich Hegel beeinflusst.

## Schriften
- Glaube-Vernunft, Glauben – Wissen und Wissenschaft. Beyträge zu einer wissenschaftlichen Begründung der Religionsphilosophie. Gedruckt bey J. C. Schünmann, Universitätsbuchdrucker, Dorpat, 1820.
- Predigten gehalten von Dr. Julius Walter, erstem Prediger zu Wolmar. Gedruckt bei Lindfors Erben, Reval, [1830]
- Vier Predigten, gehalten von Dr. Julius Walter, erstem Prediger zu Wolmar, Reval, [1830]
- Dr. Adolph Friedrich Kleinert, weil. ordentl. Professor der Exegetik und der Orientalischen Sprachen an der Kaiserlichen Universität zu Dorpat / geschildert von Dr. Julius Walter. Dorpat, 1834.